# Перфорация киноплёнки
Перфора́ция киноплёнки — отверстия на киноплёнке, пробитые на равном расстоянии друг от друга. Перфорация предназначена для точного перемещения киноплёнки на шаг кадра при помощи скачкового механизма, а также для фиксации в фильмовом канале при помощи контргрейфера на время экспозиции или проекции одного кадрика. Перфорация бывает односторонней или двухсторонней, расположенной у края киноплёнки. Также существуют форматы киноплёнки с перфорацией по центру в межкадровом промежутке. Некоторые типы фотоплёнки изготавливаются на основе существующих киноплёнок и обладают такой же перфорацией. Сходная с киноплёнкой перфорация использовалась в магнитных лентах шириной 16; 17,5 и 35-мм, предназначенных для синхронной записи звука в кинематографе.

## Шаг перфорации
Размеры и форма перфорации, как и размеры плёнок, устанавливаются международными соглашениями, чтобы обеспечить возможность обмена фильмами. В настоящее время размеры и форма перфорации установлены общемировыми стандартами SMPTE.
Одной из главных характеристик перфорации считается её шаг, равный расстоянию между центрами соседних перфорационных отверстий. Большинство форматов киноплёнки обладают «коротким» и «длинным» шагом в зависимости от назначения. «Короткий» шаг используется для негативной киноплёнки, а также для плёнок, предназначенных для изготовления контратипов, дубльнегативов и других промежуточных копий фильма. «Длинный» шаг используется в позитивной киноплёнке, предназначенной для печати прокатных фильмокопий, рабочих и контрольных позитивов, и других конечных копий. У 70-мм и 35-мм киноплёнок «короткий» и «длинный» шаг перфорации равен, соответственно, 4,74 и 4,75 миллиметра. В иностранных источниках и на упаковках можно встретить обозначение шага перфорации в дюймах. При этом «короткий» шаг равен 0,1866 дюйма, а «длинный» — 0,1870. Ноль и запятая в маркировке отбрасываются, а перед оставшимися цифрами указывается тип перфорации, например: BH-1866, то есть перфорация Bell&Howell с «коротким» шагом. Для 16-мм киноплёнки шаг перфорации равен 7,620 и 7,605 мм для позитивных и негативных сортов соответственно, или 0,3 и 0,2994 дюйма. Так, обозначение 2R-2994 соответствует двухрядной негативной перфорации 16-мм киноплёнки, а 1R-3000 — однорядной позитивной.
Различный шаг предусмотрен для уменьшения проскальзывания в кинокопировальном аппарате при контактной печати в процессе тиражирования фильмов. Киноплёнка в процессе лабораторной обработки и хранения претерпевает усадку, то есть изменение размеров подложки, которое приводит к изменению шага перфорации. До 1952 года негативные киноплёнки для профессионального кинематографа изготавливались на основе из нитроцеллюлозы с большой усадкой, достигавшей 0,3 %. В результате, после обработки и сушки негатива шаг его перфорации сокращался в соответствующей пропорции. Из-за этого при контактной печати на свежую позитивную киноплёнку стандартных размеров происходило взаимное проскальзывание, снижавшее резкость изображения. Для компенсации проскальзывания печатные зубчатые барабаны кинокопировальных аппаратов конструировались соответствующим образом. Негорючая подложка из триацетата целлюлозы, заменившая нитратную, даёт значительно меньшую усадку, и для поддержания распространённых технологий шаг перфорации соответствующих сортов киноплёнок стали сокращать. Таким образом, короткий шаг приблизительно соответствует шагу перфорации нитратной киноплёнки после усадки.
От точности изготовления перфорации зависит точность транспортировки на шаг кадра и, в конечном итоге — устойчивость изображения на экране. Поэтому киноплёнки для промежуточных копий часто изготавливаются на безусадочной лавсановой подложке.

## Историческая справка

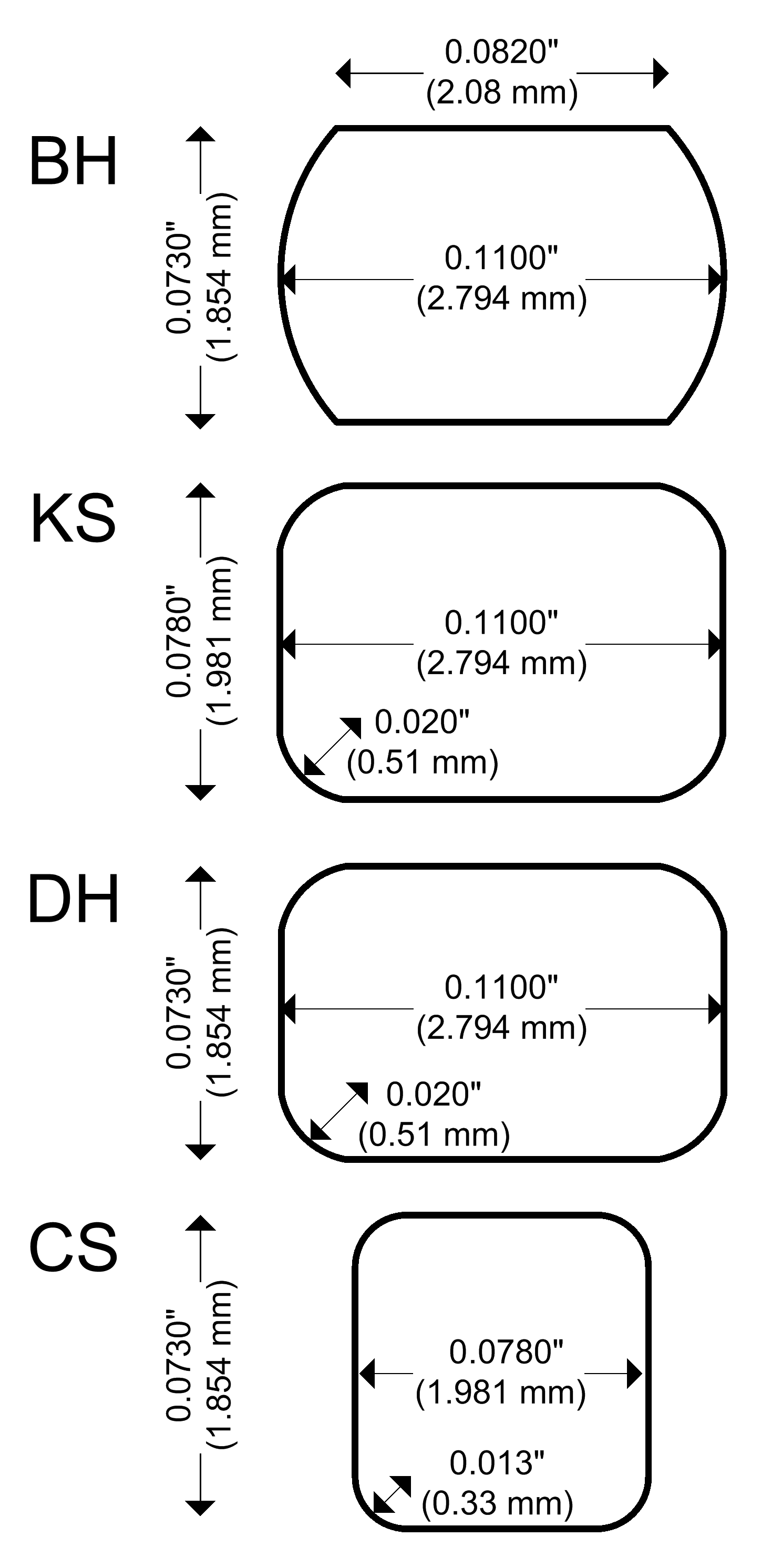
Различные типы перфорации. BH — «негативная»; KS — Kodak Standard; DH (Dubray & Howell) и CinemaScope

Кроме очевидных достоинств перфорации, у неё есть недостатки. Это, прежде всего, износ межперфорационных перемычек и зубьев транспортирующих барабанов, испытывающих во время работы существенные нагрузки. Кроме того, перфорация усложняет изготовление киноплёнки. Поэтому, предпринимались многочисленные попытки создания плёнки без перфорации и аппаратуры с гладкими барабанами (например, фирмой «Синелюкс»), которые не привели к существенным успехам.
Сама перфорация с момента её изобретения претерпела существенную эволюцию. В большинстве европейских стран она была круглой формы и диаметром 2,9 мм, как это установил Луи Люмьер. Это была наиболее удобная форма с точки зрения технологии изготовления цилиндрическими матрицей и пуансоном, вытачиваемыми на простейших станках. Однако, такая форма перфорации не обеспечивала хорошей устойчивости изображения и требовала неудобных в изготовлении транспортирующих барабанов. Касание зубьев и перфорации происходит в одной точке, что приводит к недопустимым нагрузкам.
Американские фильмы имели прямоугольную перфорацию, изобретённую Эдисоном для «Кинетоскопа». Такая перфорация обеспечивает повышенную точность и устойчивость, однако не совместима с киноаппаратурой, рассчитанной на круглую перфорацию.
До 1908 года практически вся киноплёнка поставлялась неперфорированной, и перфорация изготавливалась непосредственно на киностудиях. Некоторые студии экономили, покупая более дешёвую неперфорированную плёнку, и изготавливая перфорацию на собственных станках. Компания Мутоскоп и Байограф перфорировала киноплёнку непосредственно в киносъёмочном аппарате собственной конструкции. В результате, качество перфорации часто не выдерживало никакой критики, и изображение большинства кинокартин заметно дрожало на экране, утомляя зрителей. С ростом интенсивности международного обмена фильмами несовместимость перфорации стала проблемой, поэтому в 1908 году Международный конгресс кинопредпринимателей принял всеобщий стандарт перфорации киноплёнки. По предложению Жоржа Мельеса было решено остановиться на прямоугольной перфорации Эдисона, которая начала изготавливаться непосредственно на заводах. Развитие сети кинопроката и увеличение количества киносеансов выявили недостаток прямоугольной перфорации — быстрый износ межперфорационных перемычек. Причиной были углы отверстий, становившиеся очагами разрыва киноплёнки.
В 1916 году один из основателей фирмы «Белл-Хауэлл» Дональд Белл предложил использовать гибрид из круглой и прямоугольной перфорации. Он представляет собой часть круга, ограниченную сверху и снизу прямыми отрезками. Перфорация такого типа имеет международное название BH (англ. Bell & Howell) или N (англ. Negative), по названию фирмы разработчика и основного производителя перфорационных машин, и применяется по сей день в негативных и контратипных плёнках. В соответствии с рекомендацией ISO/R 491 такая перфорация получила обозначение «тип-3». В 1923 году крупнейший в мире поставщик киноплёнки Eastman Kodak в результате исследований пришёл к форме прямоугольника с закруглёнными углами. Высота такой перфорации, получившей обозначение KS (англ. Kodak Standard) или P (англ. Positive), была увеличена по сравнению с BH. В современном стандарте ISO 491:2002 перфорация KS обозначается, как «тип-1». К 1925 году большинство сортов киноплёнки изготавливались с перфорацией Kodak, однако, негативная плёнка, подвергающаяся небольшому износу, продолжала изготавливаться с перфорацией Белла.

### Советская и «западная» перфорации
В 1932 году была предложена единая для всех плёнок перфорация, имеющая форму Kodak, но по высоте равная негативной. Она получила обозначение DH (англ. Dubray & Howell) и позволяла во всех типах киноаппаратуры применять контргрейфер, заполняющий перфорацию по высоте, что невозможно при разных типах перфораций. Этот тип перфорации («тип-2» по классификации ISO) не получил широкого распространения из-за бо́льшего, чем у плёнок с более высокой «позитивной» перфорацией «Кодак», износа фильмокопий. В результате, в 1938 году был предложен международной стандарт перфорации всех типов киноплёнок, основанный на перфорации Kodak. Однако в западных странах перфорация BH-1866 с «коротким» шагом 0,1866 дюйма (4,74 мм) продолжала применяться, единый стандарт был принят только в СССР и позднее в странах социалистического блока.
Лентопротяжные и грейферные механизмы советской киносъёмочной аппаратуры рассчитаны на перфорацию KS, более высокую, чем BH, поэтому использование импортной негативной киноплёнки было невозможно. «Кодак» выпускал негативную киноплёнку с позитивной перфорацией специально для экспорта в Советский Союз. Размеры и форма советской перфорации в последний период выпуска отечественных киноплёнок соответствовали ГОСТ 4896-80 и составляли 2,8 мм в ширину и 1,98 мм в высоту. Киносъёмочная аппаратура, закупавшаяся за рубежом для центральных киностудий, также была пригодна только для импортной киноплёнки, поскольку зубья грейфера и контргрейфера не заполняли по высоте советскую перфорацию. В настоящее время собственные киноаппаратура и киноплёнка в России не выпускаются, поэтому съёмка фильмов производится импортной аппаратурой на импортную плёнку.
С развитием широкоэкранного кино получил распространение ещё один тип перфорации — «Синемаскоп» (англ. CinemaScope, CS), которая представляла собой перфорацию, аналогичную DH, но с меньшей шириной, что позволяло разместить на киноплёнке по две магнитные дорожки совмещённой фонограммы с каждой стороны — между перфорацией и кадром и по краю киноплёнки. Такая перфорация применялась только для позитивной киноплёнки, и за рубежом часто обозначалась «Foxholes», по названию кинокомпании «XX век Фокс», разработавшей стандарт. В системе ISO «квадратная» перфорация обозначалась, как «тип-4». В СССР она также применялась для «стереофонических» фильмокопий формата «Широкий экран» и имела увеличенную высоту, соответствующую KS, для удобства контактной печати с отечественной негативной плёнки с «позитивной» перфорацией.

## Перфорация киноплёнок разных форматов
Узкая киноплёнка 16-мм сразу изготавливалась с перфорацией прямоугольной формы с закруглёнными углами, поскольку появилась значительно позже «нормальной» киноплёнки шириной 35-мм, когда её перфорация уже приобрела современный вид. Высота такой перфорации для всех сортов киноплёнки составляет 1,27 мм по высоте и 1,83 мм по ширине по ГОСТ 20904—82. Перфорация киноплёнки шириной 8-мм по форме и размерам аналогична перфорации 16-мм с единственным отличием — уменьшенным вдвое шагом. Фактически, киноплёнка 2×8 мм представляет собой 16-мм киноплёнку с перфорацией уменьшенного вдвое шага. Плёнка формата «Супер-8» имеет более узкую перфорацию другой формы, что позволяет увеличить площадь кадра. Отверстия размером 0,92×1,14 мм расположены длинной стороной вдоль плёнки напротив центра кадра, а не межкадрового промежутка.
Киноплёнка шириной 65-мм и 70-мм обладает стандартной перфорацией KS киноплёнки 35-мм, дополненной круглыми отверстиями диаметром 1,25 мм в межперфорационной перемычке после каждой пятой перфорации. Широкоформатные фильмы, изготавливаемые на такой киноплёнке, в большинстве случаев имеют шаг кадра в 5 перфораций, в отличие от 4 перфораций фильмов на киноплёнке 35-мм, поэтому круглое отверстие обозначает межкадровый промежуток при зарядке. В СССР размер и форма перфораций на киноплёнке 70-мм устанавливались по ГОСТ 11272—78. Часто в международной классификации шаг кадра в перфорациях используется при обозначении некоторых кинематографических систем, например формат IMAX, использующий киноплёнку шириной 70-мм, обозначают как 15/70, что отражает шаг кадра в 15 перфораций, а «Виста Вижн» с таким же расположением кадра вдоль стандартной плёнки — 8/35.

## Перфорация фотоплёнки
В фотографии не требуется такой точности перемещения плёнки на шаг кадра, как в кинематографе. Единственное требование к лентопротяжному механизму фотоаппарата — отсутствие наложения соседних кадров или больших промежутков между ними, повышающих расход фотоматериала. Поэтому многие типы фотоплёнок вообще не имеют перфорации. Форматы фотоплёнок с перфорацией, как правило, унаследовали её от киноплёнки, послужившей основой для этого размера фотоплёнки. Наличие перфорации в фотоплёнках позволяет осуществлять её быструю и точную транспортировку электроприводом при скоростной серийной съёмке.
Во всех разновидностях фотоплёнки шириной 35-мм (тип-135), применяется перфорация KS-1870 с «длинным» шагом 4,75 мм. При этом, использование негативной 35-мм киноплёнки с перфорацией BH-1866 так же допускается, поскольку зубчатые барабаны фотоаппаратуры не предъявляют таких требований к точности, как в киноаппаратуре. 16-мм фотоплёнки выпускаются без перфорации. Фотоплёнки форматов Instamatic шириной 35-мм и APS шириной 24-мм снабжались односторонней перфорацией собственных стандартов.